# Cré-sur-Loir
Cré-sur-Loir (do 2014 roku pod nazwą Cré) – miejscowość i dawna gmina we Francji, w regionie Kraj Loary, w departamencie Sarthe. W 2013 roku populacja gminy wynosiła 816 mieszkańców. 
3 grudnia 2014 roku zmieniono nazwę gminy z Cré na Cré-sur-Loir. W dniu 1 stycznia 2017 roku z połączenia dwóch ówczesnych gmin – Bazouges-sur-le-Loir oraz Cré-sur-Loir – utworzono nową gminę Bazouges-Cré-sur-Loir. Siedzibą gminy została miejscowość Bazouges-sur-le-Loir.